# Ouderkerk

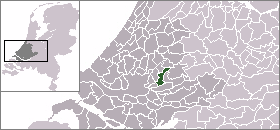
läge i Zuid-Holland

Ouderkerk är en historisk kommun i provinsen Zuid-Holland i Nederländerna. Kommunens totala area är 28,53 km² (där 1,42 km² är vatten) och invånarantalet är på 8 095 invånare (2004).